# Krajinski park Negova in Negovsko jezero
Krajinski park Negova in Negovsko jezero je zavarovan kot krajinski park že od leta 1967. Sicer je ime Negova postalo znano širši javnosti v 80.letih zaradi Ivana Krambergerja (dobrotnik iz Negove). Okolica njegovega rojstnega kraja pa izstopa po svojih naravnih in kulturnih vrednotah. V krajinskem parku je središče Negove z gradom in skoraj celotna Kunova. Po nekaterih virih je velik le 177 ha. Opis v odloku , ki je parcelno natančen pa ga opiše večjega od 300 ha.

## Negovsko jezero
Negovsko jezero je eno izmed enajstih grajskih ribnikov, ki je imelo velik obrambni pomen v času vpadov Turkov na to ozemlje in še ne dolgo nazaj je bilo glavna turistična točka v Negovi. Nastalo je z zajezitvijo potočne doline kunovskih potokov. Takih jezer je bilo okrog negovske graščine več, menda kar 11. Ostali so le trije ribniki, dva manjša tik pod graščino in omenejno večje Negovsko jezero. V njem raste vodni orešek in beli lokvanj. Globina jezera je od 1,5-3 m. Največja globina pa je ob nasipu, tudi do 5m. Pod jezom stoji mogočen Sitarjev mlin, ki je kljuboval konkurenci do leta 1974. Nad jezerom stoji hiša pokojnega Ivana Krambergerja, zraven po spomenik z napisom V spomin dobrotniku iz Negove. Negovsko jezero je zajezitveno jezero v osrčju Slovenskih goric, nekoliko vstran od ceste Negova - Spodnji Ivanjci.
V preteklosti je bilo Negovsko jezero zelo popularno za mlade, kajti ob robu jeza so naredili lesene bazene. Tam so se mladi najraje zbirali in kopali.

### Živali in rastline
Rastlinski in živalski svet v jezeru je zelo bogat. 

#### Živali
V vodi je veliko rib. Žal so v preteklosti vnašali tudi ribe, ki niso iz teh krajev (babuška, amur, ...), ki vse bolj izpodrivajo domače vrste. V jezeru so zelo številni krapi, žabe, jegulje, karasi, rdečeperke, zelenike in linji, raki, vodni pajki, kačji pastirji, pijavke, belouške, vodni polžki, ...Videti je tudi malo in veliko bobnarico, čopastega ponirka (ta je bil v Negovskem jezeru dobro zastopan) in še druge redke vodne ptice in obvodno perjad. Na vodah Negovskega jezera živijo številne vodne ptice, najštevilčnejše so vodne race, ki tu tudi gnezdijo, saj so jim lovci izdelali celo gnezdišča. Še pred nekaj desetletij je na jezeru živela tudi vidra. Iz širšega področja Negovskega jezera je izginila v času regulacije reke Ščavnice okrog leta 1985. Pot, ob kateri so se selile vidre iz Mure vse do Negovskega jezera, je bila s tem pretrgana. Vidra se je v območje ščavniške doline in tudi na jezero ponovno vrnila po letu 2005.  Vzrok za vračanje vider je najbrž čistilna naprava v Ljutomeru in postopno zaraščanje korita reke Ščavnice.
Ob brežinah jezera je najbolj številna vrsta srnjad, redkeje opažamo divje zajce in fazane. Stalni prebivalki gozdov ob jezeru sta lisica in kuna, na visokih drevesih, na bolj skritih predelih krošenj, gnezdijo kanje in kragulji, od katerih so zlasti kragulji zelo redki. Redka je zlatovratka, jerebica in srake. Pogosteje je vidna le šoja. Sove so številne, najbolj pogosta je lesna sova. Vidne so tudi veverice, zelo redka pa sta dihur in jazbec.

#### Rastline
Od rastlinskega sveta je že skoraj izginil beli lokvanj, ostali rastlinski svet, še posebej blatnik, pa se množično razraščajo. Nekoliko je prizadet pas vrbovja in šaša na plitvejših delih jezera zaradi znižanega vodostaja. Kljub temu se najdejo otočki šaša, ki so tako veliki, da lahko zdržijo več ljudi. Ob samem jezeru se je rastlinski svet prilagodil na stalno stoječo vodo, zato v neposredni bližini najdemo več vlagoljubnih rastlin, še posebej črno jelšo. Nekaj metrov od roba jezera pa je že mešani gozd, prepleten z bukvami, bori, hrasti, gabri, brezami, ...Najdemo lahko tudi grmovnice (leska,črni bezeg, glog,...). V bližini jezera je tudi zelo znan Žigrtov hrast, ki pa sicer ni odvisen od vode v jezeru.

#### Izlivanje jezera
Včasih so jezero čistili na vsaka štiri leta, pred tem polovili 5 do 6,5 ton rib in jezersko kotanjo prvič napolnili s svežo vodo. To so sedaj opustili. Pri zadnjem izpustu naj bi polovili le še 1,5 ton rib. zdaj bi bile količine po mnenju poznavalcev še manjše, saj je jezersko dno zelo poraslo z muljem, onesnaženo, preživetje rib pa vedno bolj ogroženo.

## Negovski grad
Negovski grad, stoji na skrajnem severnem robu krajinskega parka, v bližini jezera, je že zelo star in žal propada. Spada med največje in hkrati najbolj značilne gradove v Slovenskih goricah. Obstaja več različic, ki govorijo o tem, da je nastal nekje med 11. in 12. stoletjem, sedanjo podobo pa je dobil komaj 1633, ko je grad dobil še dvorišče ter gospodarsko poslopje. V 17. stoletju naj bi postal grad eden izmed najvplivnejših med reko Muro in Pesnico. Tako kot vsi gradovi je tudi Negovski grad prepleten s skrivnostmi in legendami.
Ena izmed legend govori o dveh ujetnikih, ki sta za kazen morala kopati zelo globok studenec, da bi prišla do vode, ter si  s tem prislužila prostost. Skozi ta studenec naj bi spustila gosko, ki je prišla živa zunaj zidu pri manjšem ribniku. Sedaj domačini ta ribnik poimenujejo po tej goski. V gradu je še tudi ena skrivnost - Turška glava ali poznogotska maska. Ta je vidna na dvorišču v portalu v kletne prostore. Ta človek bi naj prvi preplezal obzidje.
Pomembna zanimivost o Negovskem gradu je tudi pranger, ob katerem so izvajali sojenja. Ob 900-letnici (1106−2006) prve pisne omembe Negove je občina Gornja Radgona s turističnim društvom Negova-Spodnji Ivanjci pripravila srečanje turističnih društev na Prangerjadi s prikazom poznosrednjeveških sojenj. 
Na vrtu Negovskega gradu so posajene zdravilne rastline v okviru Zeliščnega parka, pot zelišč pa se nadaljuje vse do omenjenega ribnika, ki je poimenovan po goski.

## Negova
Bližnja vas Negova je na skrajnem severnem robu parka in se ponaša tudi s tem, da je tu končal osnovno šolo akad. dr. Anton Trstenjak. Njeni začetki se štejejo z začetki gradnje utrjene obrambne točke, kjer stoji danes graščina. Leta 1106 se je Negova prvič omenjala, vendar pod imenom Negoinzelo, kasneje pa Negowe. Negova je sicer vasica na obrobju Slovenskih goric, a ima kljub temu dolgo in bogato zgodovino. Kraj je bil verjetno naseljen že pred začetkom Negovskega gradu, o čemer kažejo tako imenovane "Negovske čelade" iz kamene in bronaste dobe.